# Evelyn Evelyn
Evelyn Evelyn er en amerikansk musikduo bestående af Amanda Palmer og Jason Webley. Duoen spiller et par siamesiske tvillinger, kaldet Evelyn og Evelyn Neville (Eva og Lyn). Gruppen har udgivet albummet Evelyn Evelyn i 2010.